# Втора Митридатова война
Втора Митридатова война (83-81 пр.н.е.) е вторaта от трите войни, водени между Римската република и Понтийското царство.
Втората война се води между силите на цар Митридат VI Евпатор от Понт и римския военачалник Луций Лициний Мурена.
В края на Първата Митридатова война (89–85 пр.н.е) Сула е сключил прибързано споразумение с Митридат, което позволява на последния да запази контрола на неговото Понтийско царство, но се отказва от претенциите си към Мала Азия и съответно границите от преди войната. Мурена, като легат на Сула, е разположен в Азия като командир на два легиона, намирали се по-рано под командването на Гай Флавий Фимбрия.
Мурена нахлува в Понт по своя инициатива, като твърди, че Митридат отново се въоръжава и представлява директна заплаха за римската Мала Азия. След няколко неубедителни схватки, Митридат нанася незначителни поражения на Мурена и го принуждава да се оттегли от Понт. Мирът е възстановен по заповед на Сула.
Последвана е от Третата Митридатова война (74–63 пр.н.е).